# مارکوو (استان آمور)
مارکوو (به لاتین: Markovo) یک منطقهٔ مسکونی در روسیه است که در استان آمور واقع شده‌است.